# Patrick Farkas
Patrick Farkas (Felsőőr, 1992. szeptember 9. –) osztrák labdarúgó, az SV Oberwart hátvédje.

## Pályafutása

### Klubcsapatokban
Pályafutását kilencévesen kezdte az ASK Oberdorfban. Az ASK Oberdorf és a Burgenlandi labdarúgó Akadémia tagja is volt utánpótláskorú játékosként, a felnőttek között pedig az Oberdorfban mutatkozott be 2008. május 4-én. Az akkor a regionális bajnokságban szereplő együttesben az utolsó két fordulóban kapott játéklehetőséget.
2008-tól volt a nagymartoni SV Mattersburg játékosa, ahol előbb a harmadosztályban szereplő tartalékcsapatban, majd a következő évtől az élvonalbeli együttesben számítottak a játékára. Az osztrák Bundesligában 2010. február 13-án mutatkozott be. Hét évet töltött a klub kötelékében, ezalatt 238 bajnoki mérkőzésen kilenc gólt szerzett. A 2017–2018-as szezont megelőzően a Red Bull Salzburg szerződtette.
Első idényében tizenhat alkalommal kapott játéklehetőséget a bajnokságban, amelynek végén bajnoki címet ünnepelhetett csapatával. Keresztszalag-szakadása miatt a következő szezon nagy részét ki kellett hagynia, 2019. május 1-jén, az Osztrák Kupa döntőjében azonban már pályára lépett és ő szerezte csapata egyik találatát a 2–0-ra megnyert találkozón. Érdekesség, hogy a második félidőben kiállították, azonban a Salzburg így is megőrizte előnyét és mindkét hazai sorozatban az élen végzett.
A 2019–20-as szezonban bemutatkozhatott a Bajnokok Ligájában is, miután 2019. szeptember 19-én csereként lépett pályára a belga Genk ellen 6–2-re megnyert csoportmérkőzésen.
Október 21-én, a Napoli elleni mérkőzés előtti nap strokeot kapott, amiről egy decemberi interjúban nyilatkozott először, miután két hónapig beszélni sem tudott. December végén kezdte újra az edzéseket, majd 2020-tól ismét csapata rendelkezésére állt.
2021 nyarán a svájci Luzern csapatához írt alá 2023 júniusáig. 2022 januárjában a TSV Hartberg szerződtette. 2023. július 10-én visszatért az SV Oberwart csapatához.

## Sikerei, díjai
Red Bull Salzburg
- Osztrák bajnok: 2017–18, 2018–19, 2019–20, 2020–21
- Osztrák Kupa-győztes: 2018–19, 2019–20, 2020–21